# Química computacional

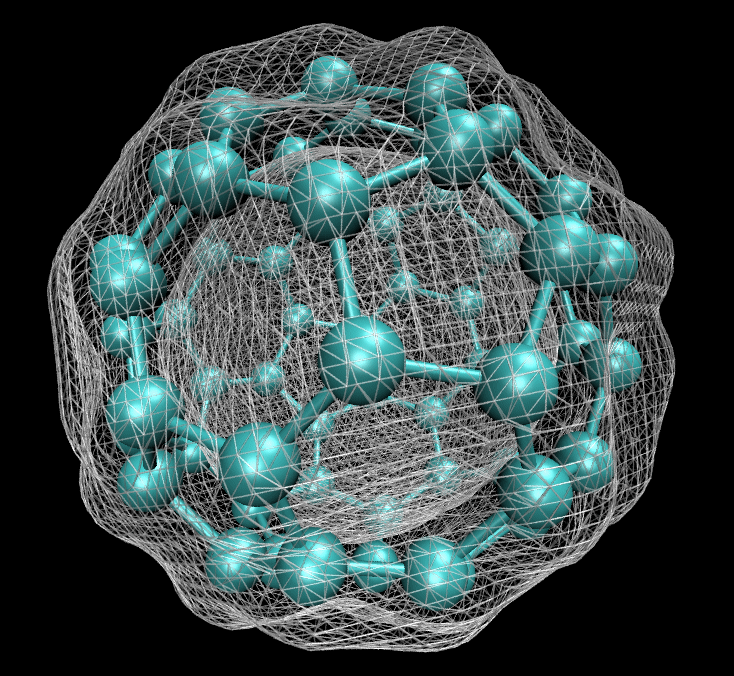
Exemplo de aplicação da química computacional: isosuperfície de densidade eletrônica do estado fundamental do C_{60}, calculada através de DFT.

A química computacional é o ramo da química que usa os princípios da ciência da computação para resolver problemas químicos. Utiliza os resultados da química teórica, incorporados em programas de computador, para calcular as estruturas e propriedades de moléculas e sólidos. Enquanto seus resultados normalmente complementam a informação obtida a partir de experimentos químicos, eles podem, em alguns casos, prever fenômenos químicos não observados inicialmente. A química computacional é amplamente utilizada no projeto de novos fármacos e materiais.
Entre exemplos de propriedades calculadas estão estrutura química (i.e., a posição esperada dos átomos constituintes), energias (de interação) absoluta e relativa, distribuição eletrônica de carga, momento do dipolo elétrico e de multipolos superiores, frequências vibracionais, reatividade e outras quantidades espectroscópicas e seção de choque de colisão com outras partículas.

## Introdução
Os métodos de cálculo empregados em química computacional cobrem tanto situações estáticas quanto dinâmicas. Em todos os casos, o tempo de cálculo e a utilização de outros recursos computacionais (como memória e espaço em disco) aumentam rapidamente com o tamanho do sistema estudado. O sistema em estudo pode ser uma única molécula, um grupo de moléculas ou um sólido. Os métodos de química computacional baseiam-se em teorias que vão desde as de alta precisão, aplicáveis apenas para sistemas pequenos, às muito aproximadas, apropriadas para sistemas grandes. Os métodos ab initio, mais precisos, são baseados inteiramente na teoria dos primeiros princípios. Outros métodos (tipicamente menos precisos) são conhecidos como empíricos ou semi-empíricos, uma vez que empregam alguns parâmetros experimentais, em geral obtidos de modelos aceitáveis de átomos ou de moléculas relacionadas, como aproximações de alguns elementos da base teórica.
Tanto os métodos semi-empíricos quanto os ab initio utilizam aproximações. Estas podem ser, por exemplo, formas simplificadas das equações de primeiros princípios que seriam mais rápidas e fáceis de se resolver, aproximações limitando o tamanho do sistema (como condições de contorno periódicas) ou aproximações necessárias nas equações para se poder chegar a alguma solução. Por exemplo, a maioria dos cálculos ab initio faz uso da aproximação de Born-Oppenheimer, a qual simplifica significativamente a equação de Schrödinger por considerar que não há deslocamento dos núcleos atômicos durante o cálculo. Em princípio, os métodos ab initio eventualmente convergem para a solução exata das equações fundamentais à medida que o número de aproximações é reduzido. Na prática, entretanto, permanece inevitavelmente um erro residual, pois é impossível eliminar todas as aproximações. O objetivo da química computacional é minimizar este erro residual e, ao mesmo tempo, manter os cálculos factíveis.
Em alguns casos, os detalhes da estrutura eletrônica são menos importantes do que o comportamento molecular espaço fásico durante um longo intervalo de tempo. Este é o caso do estudo conformacional de proteínas e da termodinâmica da ligação proteína-ligante. Para permitir simulações de dinâmica molecular por longos períodos de tempo, são empregadas aproximações clássicas para a superfície de energia potencial, pois são computacionalmente menos intensivas que o cálculo dos estados eletrônicos. Adicionalmente, a quimioinformática emprega métodos ainda mais empíricos (e computacionalmente menos custosos), como a aprendizagem de máquina, baseados em propriedades físico-químicas. Um problema geralmente abordado pela quimioinformática é a previsão da constante de afinidade entre fármacos uma dada molécula-alvo.

## História
Construída sobre as descobertas e teorias enunciadas no início da história da mecânica quântica, os primeiros cálculos teóricos em química foram efetuados por Walter Heitler e Fritz London em 1927. Dentro deste contexto, os livros que influenciaram o desenvolvimento inicial da química quântica computacional foram:
- Introduction to Quantum Mechanics – with Applications to Chemistry de Pauling e Wilson (1935).
- Quantum Chemistry de Eyring, Walter e Kimball (1944).
- Elementary Wave Mechanics – with Applications to Quantum Chemistry de Heitler (1945).
- Valence de Charles Coulson (1952).

Estes títulos foram referências fundamentais para os químicos das décadas posteriores.
Com o desenvolvimento da informática nos anos de 1940, o cálculo mais elaborado de soluções para equações de onda de sistemas atômicos complexos começou a se tornar um objetivo possível de realizar. No início dos anos de 1950, foram efetuados os primeiros cálculos semi-empíricos de orbitais atômicos. Os químicos teóricos tornaram-se então usuários intensivos dos primeiros computadores digitais. Uma descrição detalhada de tal utilização é dada por Smith e Sutcliffe.
Os primeiros cálculos do tipo ab initio Hartree-Fock sobre moléculas diatômicas foram efetuados em 1956 no MIT, utilizando funções-base de orbitais de Slater. Para moléculas diatômicas, um estudo sistemático usando um conjunto mínimo de funções-base e um primeiro cálculo com um conjunto grande de funções-base foram publicados respectivamente por Ransil e Nesbet em 1960. Os primeiros cálculos empregando orbitais gaussianas foram realizados no fim dos anos de 1950. O primeiro cálculo de interação de configurações usando orbitais gaussianas foi desenvolvido em Cambridge no computador EDSAC na década de 1950, por Boys e colaboradores. Em 1971, quando uma bibliografia de cálculos ab initio foi publicada, as maiores moléculas incluídas eram o naftaleno e o azuleno. Um resumo de muitos dos desenvolvimentos iniciais em teoria ab initio foi publicado por Schaefer.
Em 1964, um estudo realizado nos computadores de Berkeley e Oxford utilizou o método de Hückel, um método simples que emprega uma combinação linear de orbitais atômicos (sigla LCAO, em inglês) para a determinação da energia eletrônica dos orbitais moleculares com elétrons π em sistemas de hidrocarbonetos conjugados, em moléculas que iam do butadieno e benzeno ao ovaleno (com 10 anéis de 6 elementos fundidos). Estes métodos empíricos foram pouco a pouco sendo substituídos por métodos semi-empíricos como o CNDO.
No início da década de 1970, programas ab initio (relativamente) eficazes como ATMOL, POLYATOM, IBMOL e GAUSSIAN começaram a serem usados para acelerar o cálculo de orbitais moleculares. Dos programas iniciais, apenas o GAUSSIAN (muito mais expandido) continua em uso, sendo um de muitos empregados atualmente. Ao mesmo tempo, métodos de mecânica molecular, como o MM2, foram desenvolvidos principalmente por Norman Allinger.
Uma das primeiras menções ao termo "química computacional" pode ser encontrada no livro Computers and Their Role in the Physical Sciences (1970), de Sidney Fernbach e Abraham Haskell Taub, onde afirmam "Parece que, consequentemente, a 'química computacional' pode finalmente cada vez mais ser uma realidade". Durante os anos de 1970 muitos métodos diferentes surgiram e começaram a ser vistos como parte de uma nova e emergente disciplina de química computacional.
Durante os anos de 1980, as bases da química computacional foram estabelecidas. Várias publicações especificamente dedicadas ao assunto começaram a surgir, como o Journal of Computational Chemistry, por exemplo, que foi editado pela primeira vez em 1980.

## Conceitos
O termo química teórica pode ser definido como a descrição matemática da química, enquanto que química computacional é usualmente empregado quando um método matemático está suficientemente bem desenvolvido de forma que possa ser programado e executado em um computador. É importante ressaltar que as palavras 'exato' e 'perfeito' não aparecem aqui, pois muito poucos tópicos em química podem ser computados exatamente. Entretanto, praticamente todos os aspectos da química podem ser descritos por algum esquema computacional de forma qualitativa ou em uma forma quantitativa aproximada.
As moléculas são constituídas por núcleos e elétrons, e consequentemente os métodos de mecânica quântica podem ser aplicados. Químicos computacionais frequentemente tentam resolver a equação de Schrödinger não relativística, com correções relativísticas, apesar de alguns progressos já feitos na solução da equação de Dirac totalmente relativística. Em princípio, é possível resolver a equação de Schrödinger tanto na sua forma dependente quanto na forma independente do tempo, de acordo com o problema abordado: na prática, isto só é possível para sistemas muito pequenos. Entretanto, um grande número de métodos aproximados é empregado para se conseguir a melhor relação entre precisão e custo computacional. A precisão nos cálculos pode sempre ser melhorada com um aumento do custo computacional. Erros significantes podem estar presentes em modelos ab initio, devido ao gasto computacional dos métodos relativísticos completos. Este fato complica o estudo de moléculas interagindo com átomos que possuem unidade de massa atômica alta, como os metais de transição e suas propriedades catalíticas. Os algoritmos atuais normalmente calculam com suficiente precisão as propriedades de moléculas que contenham até 40 elétrons. Os erros para as energias podem ser inferiores a 1 kcal/mol. Com relação às geometrias, as distâncias de ligação podem ser previstas com uma margem de alguns picômetros e os ângulos de ligação ficam dentro do 0,5 grau. O tratamento para moléculas maiores que contenham algumas dezenas de elétrons é possível por métodos aproximados como a teoria do funcional da densidade (DFT). Existe alguma controvérsia dentro da área se os últimos modelos são suficientes para descrever reações químicas complexas, como as presentes em bioquímica. Grandes moléculas podem ser estudadas por métodos aproximados semi-empíricos. Moléculas maiores (ou sistemas com muitas moléculas) podem ser tratadas por mecânica clássica em métodos chamados de mecânica molecular (MM). Nos métodos do tipo QM/MM, pequenas porções de grandes complexos são tratados por mecânica quântica (QM) e o restante do sistema é tratado aproximadamente por mecânica molecular (MM).
Em química teórica, os químicos, físicos e matemáticos desenvolvem algoritmos e programas de computador para prever propriedades atômicas, moleculares e caminhos de reação para reações químicas. Os químicos computacionais podem, por outro lado, simplesmente aplicar os programas e metodologias já existentes para questões químicas específicas. Existem dois diferentes aspectos na química computacional:
- Estudos computacionais podem ser efetuados para encontrar o ponto de partida para uma síntese de laboratório, ou no auxílio e compreensão de dados experimentais, como a posição e origem de picos espectroscópicos.
- Estudos computacionais podem ser empregados na previsão de uma molécula completamente desconhecida até agora ou na exploração de mecanismos de reação difíceis de serem estudados por métodos experimentais.

Dessa forma, a química computacional pode auxiliar os químicos experimentais ou pode desafiá-los a procurar substâncias químicas totalmente novas.
Dentro da química computacional podem ser distinguidas várias áreas:
- Previsão da estrutura molecular por utilização de simulação de forças, ou métodos mecânicos-quânticos mais precisos, para encontrar pontos estacionários na superfície de energia potencial em função da variação na posição dos núcleos.
- Armazenamento e busca de dados de compostos químicos (bancos de dados químicos).
- Identificação de correlações entre a estrutura química e propriedades (QSPR e QSAR).
- Abordagens computacionais no auxílio de sínteses mais eficientes de compostos químicos.
- Abordagens computacionais no desenho de moléculas que interajam de modos específicos com outras moléculas (por exemplo, desenho de fármacos e catálise).

## Métodos
Uma única fórmula molecular pode representar um grande número de isômeros moleculares. Cada isômero é um mínimo local na superfície de energia (chamada superfície de energia potencial), criada a partir da energia total (i.e., energia eletrônica mais a energia de repulsão entre os núcleos) em função das coordenadas de todos os núcleos. O ponto estacionário é uma geometria na qual a derivada da energia com respeito a todos os deslocamentos dos núcleos é igual a zero. Um mínimo local (de energia) é um ponto estacionário onde todos os deslocamentos implicam um aumento na energia. Um mínimo local também é chamado de mínimo global se corresponder ao isômero mais estável, ou seja, se não houver nenhum outro ponto estacionário com menor energia na superfície de energia potencial. Se uma determinada mudança de coordenada em particular implicar em um decréscimo na energia total em duas direções, este ponto estacionário corresponde a estrutura de transição e a coordenada é chamada de coordenada de reação. Este processo de determinação de pontos estacionários é chamado de otimização de geometria.
A determinação da estrutura molecular através da otimização de geometria tornou-se corriqueira somente após terem surgido métodos eficientes de cálculo da derivada primeira da energia com respeito a todos os deslocamentos das coordenadas atômicas. O cálculo da derivada segunda fornece a previsão das frequências vibracionais, considerando-se que os deslocamentos dos núcleos são movimentos harmônicos, permitindo a caracterização dos pontos estacionários. As frequências estão relacionadas aos autovalores da matriz Hessiana, que contém as derivadas segundas. Se os autovalores são todos positivos, as frequências são reais e o ponto estacionário é um mínimo local. Se um dos autovalores é negativo (frequência imaginária), o ponto estacionário é uma estrutura de transição. Se mais de um autovalor é negativo, então o ponto estacionário é mais complexo e, em geral, de pouco interesse. Quando uma situação assim é encontrada, é necessário fazer uma nova busca pela geometria fora desta região da superfície de energia, caso se esteja procurando por um mínimo local ou estruturas de transição.
A energia total é determinada por soluções aproximadas da equação de Schrödinger dependente do tempo, em geral sem os termos relativísticos incluídos, e fazendo uso da aproximação de Born-Oppenheimer, que permite a separação dos movimentos nucleares e eletrônicos, simplificando a equação de Schrödinger. Isto conduz à solução da energia total como a soma da energia eletrônica nas posições fixas dos núcleos mais a energia de repulsão dos mesmos. Uma notável exceção são as aproximações chamadas de química quântica direta, que tratam os elétrons e núcleos atômicos sem fazer uso da aproximação de Born–Oppenheimer. Métodos semi-empíricos e de funcional da densidade são variantes do tema principal. Para sistemas muito grandes, a energia relativa total pode ser comparada utilizando mecânica molecular. As formas de determinação da energia total para se prever estruturas moleculares são:

### MétodosAb initio
Os programas utilizados em química computacional são baseados em diferentes métodos de química quântica que resolvem a equação de Schrödinger associada a um Hamiltoniano molecular. Métodos que não possuam em suas equações parâmetros empíricos ou semi-empíricos (sendo derivados diretamente dos princípios teóricos, não incluindo dados experimentais) são chamados de métodos ab initio. Este fato não implica que a solução da equação é exata; as respostas são sempre cálculos aproximados de mecânica quântica. Isto significa que uma aproximação em particular é rigorosamente definida com base nos primeiros princípios (teoria quântica) e então é solucionada com uma margem de erro que é qualitativamente conhecida de antemão. Se forem empregados métodos numéricos iterativos, o objetivo é promover a iteração até que seja atingida a maior precisão que a máquina possa fornecer (a melhor possível com um tamanho finito de memória do computador e dentro das aproximações matemáticas, físicas e químicas feitas).
O método ab initio mais simples para o cálculo de estruturas eletrônicas é o Hartree-Fock (HF), uma extensão da teoria do orbital molecular, na qual repulsão elétron-elétron associada não é considerada especificamente; apenas seu efeito médio é incluído no cálculo. Com o aumento do conjunto de funções-base, a energia e a função de onda tende a um limite conhecido com limite de Hartree-Fock. Muitos métodos de cálculo (conhecidos como métodos pós-Hartree-Fock) iniciam com um cálculo Hartree-Fock e posteriormente corrigem a repulsão elétron-elétron, também conhecida como correlação eletrônica. À medida que estes métodos são expandidos até o limite, eles se aproximam da solução exata da equação de Schrödinger não relativística. Para se obter a exata concordância com o experimento, é necessária a inclusão do termo relativístico e do termo de acoplamento spin-órbita, os quais são importantes apenas para átomos pesados. Além da escolha do método, em todas estas aproximações é necessário escolher um conjunto de funções-base. Em geral, estas funções-base são centradas nos diferentes átomos da molécula e são usadas para expandir os orbitais moleculares com uma estimativa inicial LCAO. São necessários definir nos métodos ab initio um nível de teoria (o método) e um conjunto de funções-base.
Dentro do modelo monoeletrônico, a função de onda Hartree-Fock é descrita por uma única configuração eletrônica ou determinante de Slater. Esta descrição é adequada para representar a natureza do estado fundamental das moléculas em torno das estruturas de equilíbrio dos sistemas. Partindo desta referência única, os métodos ab initio incluem os efeitos de correlação eletrônica através de procedimentos de interação de configurações e métodos perturbativos, entre outros. Existem muitos casos onde a descrição uniconfiguracional HF é inadequada para representar a estrutura eletrônica do sistema ou para estudar a evolução do sistema químico em diferentes regiões da superfície de energia potencial. Algumas situações típicas são processos de quebra da ligação química, cálculo de estados eletrônicos excitados, estados de transição complexos, espécies birradicalares, estruturas eletrônicas de metais de transição (lantanídeos, actinídeos), com muitas camadas eletrônicas, etc. Nestas situações, é necessário descrever os estados eletrônicos com mais de uma configuração eletrônica através de métodos multiconfiguracionais, sendo o mais conhecido o método CASSCF. No método CASSCF tanto os coeficientes das configurações quanto os coeficientes dos orbitais moleculares são otimizados simultaneamente. Uma vez mais é necessário incluir a correlação eletrônica a partir da função de onda multiconfiguracional. O emprego de métodos uniconfiguracionais em situações que requerem descrições multiconfiguracionais resulta, em geral, em graves desvios nos resultados.
A energia molecular total pode ser calculada em função da geometria molecular, ou seja, da superfície de energia potencial. Tal superfície pode ser usada na dinâmica de reação. Os pontos estacionários da superfície fornecem previsões dos diferentes isômeros e estruturas de transição para a conversão entre os isômeros. Os isômeros podem ser determinados sem que seja necessário o conhecimento completo da superfície de energia.
Um objetivo particularmente importante, chamado de termoquímica computacional, é calcular as quantidades termoquímicas, como entalpia de formação, com precisão química. Precisão química é a precisão necessária para fazer previsões químicas realistas, cujo valor considera-se que é cerca de 1 kcal/mol ou 4 kJ/mol. Para alcançar tal precisão de maneira econômica é necessário utilizar uma série de métodos pós-Hartree-Fock e combinar os resultados. Estes métodos são chamados métodos compostos de química quântica.

### Métodos baseados na teoria do funcional da densidade
Os métodos baseados na teoria do funcional da densidade (DFT) são frequentemente considerados métodos ab initio para a determinação da estrutura eletrônica molecular, mesmo considerando que muitas das funcionais mais comuns usam parâmetros derivados de dados empíricos, ou de cálculos mais complexos. Em DFT, a energia total é expressa em termos da densidade de elétrons no lugar da função de onda. Neste tipo de cálculo, existe um Hamiltoniano aproximado e uma expressão também aproximada para a densidade eletrônica total. Os métodos DFT podem ser muito precisos por um baixo custo computacional. O fator inconveniente que os diferencia dos demais métodos ab initio é que não existe um modo sistemático de se aprimorar o método DFT melhorando a forma do funcional. Alguns métodos, que combinam o termo de troca do funcional da densidade com o termo de troca do Hartree-Fock, são conhecidos como métodos de funcional híbrida.

### Métodos empíricos e semi-empíricos
Os métodos semi-empíricos de química quântica são baseados no formalismo Hartree-Fock, mas utilizam várias aproximações e empregam alguns parâmetros obtidos a partir de dados experimentais. São muito importantes em química computacional por serem adequados ao tratamento de grandes moléculas, onde a aplicação dos métodos Hartree-Fock completos e sem aproximações é computacionalmente muito cara. O uso de parâmetros empíricos nos métodos surgiu para permitir inclusão de alguns efeitos de correlação
Os métodos semi-empíricos sucedem aos chamados métodos empíricos, onde o termo de dois elétrons do Hamiltoniano não está incluído de forma explícita. Para os sistemas com elétrons π é utilizado o método de Hückel, proposto por Erich Hückel. Para os sistemas com elétrons de valência é empregado o método de Hückel estendido, proposto por Roald Hoffmann.

### Mecânica molecular
Em muitos casos, os sistemas moleculares muito grandes podem ser modelados de maneira adequada evitando-se completamente os cálculos de mecânica quântica. Simulações de mecânica molecular usam expressões clássicas para a energia do composto, como o oscilador harmônico. Todas as constantes que aparecem nas equações são previamente obtidas a partir de dados experimentais ou de calculos ab initio.
O banco de dados utilizado na parametrização, ou seja, o conjunto resultante de parâmetros e funções chamado de campo de força, é crucial para o sucesso dos cálculos de mecânica molecular. É esperado que um campo de força parametrizado contra uma classe específica de moléculas, por exemplo proteínas, tenha relevância apenas na descrição de outras moléculas da mesma classe.
Estes modelos podem ser aplicados a proteínas e outras grandes moléculas biológicas, e permitem estudos de aproximação e interação (acoplamento) de potenciais moléculas de fármacos.

### Métodos para corpos sólidos
Métodos computacionais podem ser aplicados a problemas de física do estado sólido. A estrutura eletrônica do cristal é em geral descrita pela teoria de bandas, que define as energias dos orbitais eletrônicos para cada ponto na zona de Brillouin. Os cálculos ‘’ab initio’’ e semi-empírico fornecem a energia do orbital, sendo que podem ser aplicados ao cálculo da estrutura de bandas. Uma vez que o cálculo da energia para uma molécula tem um alto custo computacional, calcular uma lista inteira de pontos na zona de Brillouin é ainda mais custoso.

### Dinâmica Química
Uma vez que as variáveis eletrônicas e nucleares podem ser separadas (sob a representação de Born-Oppenheimer) no enfoque dependente do tempo, o pacote de ondas correspondente aos graus de liberdade nucleares é propagado através do operador (física) de evolução temporal associado à equação de Schrödinger dependente do tempo (para o Hamiltoniano molecular do sistema completo). Baseado no princípio da complementaridade da energia, a equação de Schrödinger independente do tempo é resolvida utilizando o formalismo da teoria de difusão molecular. O potencial representando as interações atômicas é então dado pelas superfícies de energias potenciais. Em geral, estas superfícies de energia estão ligadas pelos termos de acoplamento vibrônico.
Os métodos mais populares para a propagação do pacote de ondas associado à geometria molecular são:
- a técnica de separação de operadores (split operator technique em inglês)
- o método multiconfiguracional dependente do tempo de Hartree (Multi-Configuration Time-Dependent Hartree em inglês, MCTDH)
- o método semi-clássico

### Dinâmica molecular
A dinâmica molecular (MD) estuda (mediante a utilização das leis do movimento de Newton) a evolução temporal de sistemas, incluindo vibrações ou movimento Browniano, através da utilização de descritores de mecânica clássica. A combinação da dinâmica molecular com a teoria do funcional da densidade conduziu ao método de Car-Parrinello.

## Interpretação das funções de onda moleculares
O modelo de átomos em moléculas foi desenvolvido por Richard Bader com a finalidade de unir efetivamente a descrição por mecânica quântica de uma molécula, como uma função de onda eletrônica, aos modelos antigos mais utilizados como a teoria de Lewis e a teoria da ligação de valência. Bader demonstrou que estes modelos empíricos e úteis estão conectados com a topologia da densidade quântica de carga. Este método é melhorado com o uso da análise de população de Mulliken.

## Outras Referências
1. Christopher J. Cramer Essentials of Computational Chemistry: Theories and Models, John Wiley & Sons, 2013 ISBN 1-118-71227-7 (em inglês)
2. T. Clark A handbook of computational chemistry: a practical guide to chemical structure and energy calculations, Wiley, New York (1985) ISBN 0-471-88211-9 (em inglês)
3. R. Dronskowski Computational Chemistry of Solid State Materials, Wiley-VCH (2005)
4. R. Dronskowski Computational Chemistry of Solid State Materials: A Guide for Materials Scientists, Chemists, Physicists and others,John Wiley & Sons, 2008 ISBN 3-527-61229-7 (em inglês)
5. F. Jensen Introduction to Computational Chemistry, John Wiley & Sons, 2013 ISBN 1-118-68162-2 (em inglês)
6. D. Rogers Computational Chemistry Using the PC, 3rd Edition, John Wiley & Sons (2003) ISBN: 978-0-471-42800-8 (em inglês)
7. Paul von Ragué Schleyer (Editor-in-Chief). Encyclopedia of Computational Chemistry. Wiley, 1998. ISBN 0-471-96588-X.
8. A. Szabo, N.S. Ostlund, Modern Quantum Chemistry, McGraw-Hill (1982)
9. A. Szabo, N.S. Ostlund, Modern Quantum Chemistry: Introduction to Advanced Electronic Structure Theory, Courier Dover Publications, 1996 ISBN 0-486-69186-1 (em inglês)
10. D. Young Computational Chemistry: A Practical Guide for Applying Techniques to Real World Problems, John Wiley & Sons, 2004 ISBN 0-471-45843-0 (em inglês)
11. David Young's Introduction to Computational Chemistry
12. K.I.Ramachandran, G Deepa and Krishnan Namboori. P.K. Computational Chemistry and Molecular Modeling Principles and applications Springer-Verlag GmbH ISBN 978-3-540-77302-3
13. Morgon, N. H. Computação em Química Teórica: Informações Técnicas, Química Nova (2001), 24 (5), 676-682.